# Agrobate podobé
Espèce
Statut de conservation UICN

 LC  : Préoccupation mineure
L'Agrobate podobé (Cercotrichas podobe) est une espèce de petits passereaux de la famille des Muscicapidae.

## Habitat
Son cadre naturel de vie est les savanes sèches.         

## Répartition et sous-espèces
D'après Alan P. Peterson, cette espèce est constituée des sous-espèces suivantes :
- Cercotrichas podobe podobe (Statius Muller, 1776) — Sahel
- Cercotrichas podobe melanoptera (Hemprich & Ehrenberg, 1833) — zones élevées de la péninsule Arabique

## Galerie

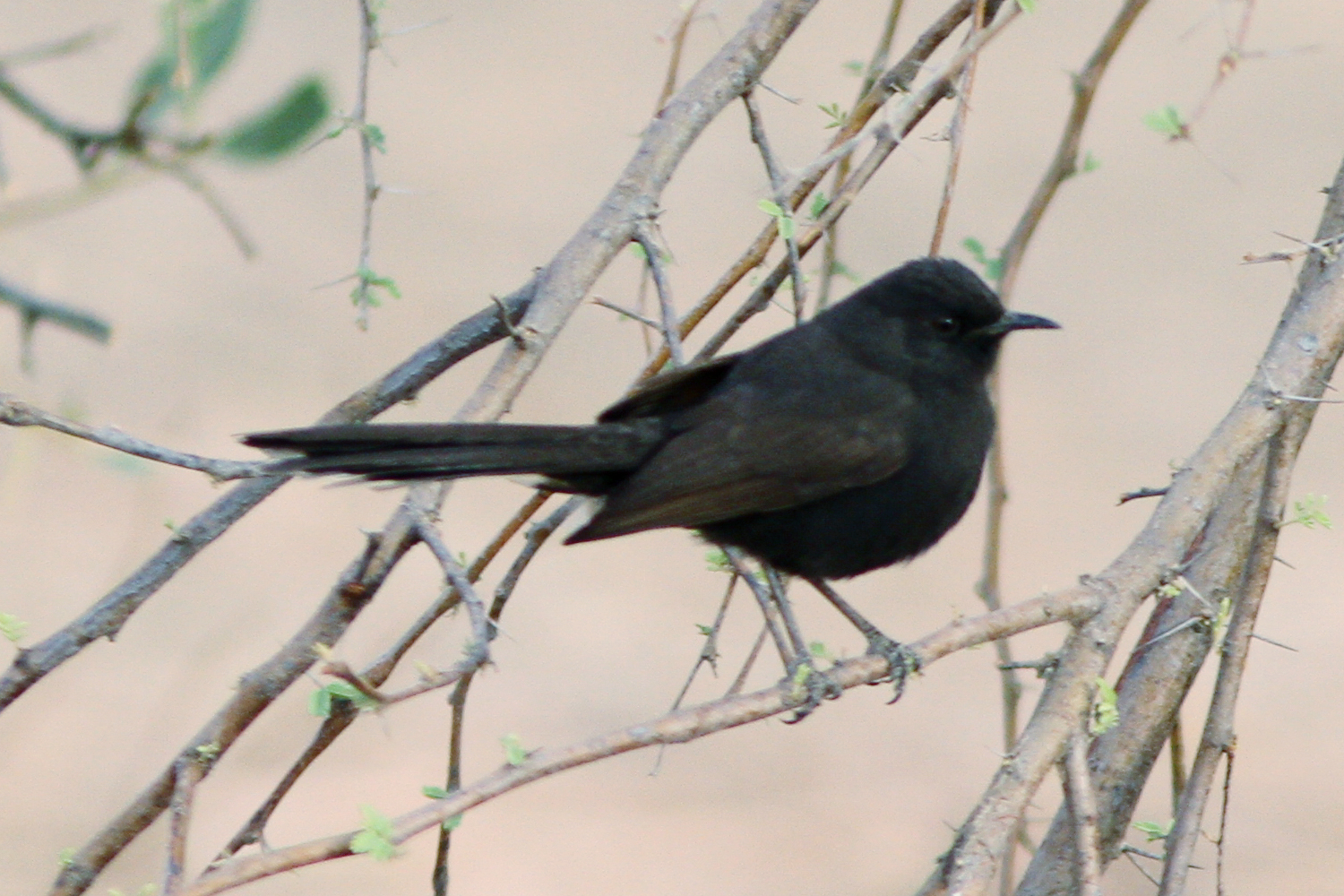
..à Dagana, Sénégal
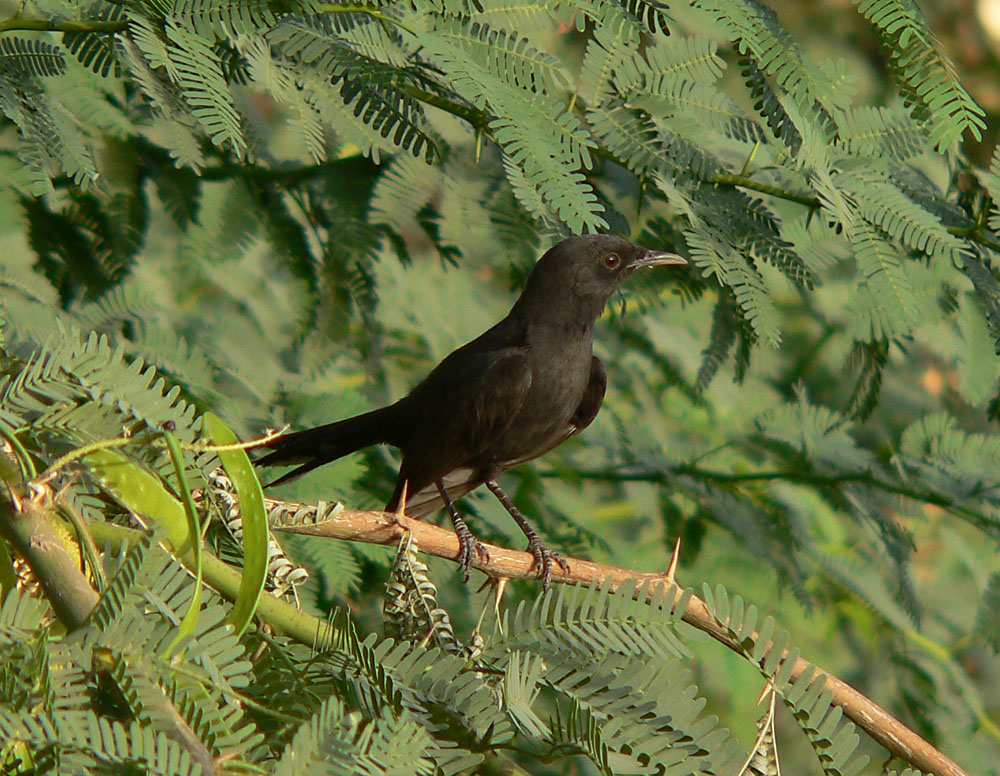
..à Iférouane, Niger